# Стрельцов, Михаил Леонтьевич
Михаил Леонтьевич Стрельцо́в (вариант — Михаил Леонович Стрельцо́в, бел. Міхаіл Лявонцьевіч Стральцоў, Міхась Стральцоў; 14 февраля 1937, д. Сычин, Славгородский район, БССР, СССР — 23 августа 1987) — советский белорусский прозаик, поэт, эссеист, переводчик. Лауреат Государственной премии БССР имени Я. Купалы (1986). Член СП СССР (1962).

## Биография
Родился 14 февраля 1937 года в деревне Сычин (ныне Славгородский район, Могилёвская область, Белорусская ССР) в семье сельского учителя. В 1954 г. окончил Новоельненскую среднюю школу Краснопольского района.
В 1959 году окончил отделение журналистики филологического факультета БГУ имени В. И. Ленина. В 1959—1961 и в 1969—1972 годах — сотрудник газеты «Літаратура і мастацтва», журналов «Полымя» (1961—1962), «Маладосць» (1962—1968), с 1984 года — заведующий отделом искусства, критики и библиографии журнала «Нёман». В 1986 году был награждён Государственной премией Белорусской ССР имени Я. Купалы.
В возрасте 47-и лет провёл год на принудительном лечении от алкоголизма в ЛТП (г. Мозырь). Умер от рака пищевода.
Похоронен в Минске на Чижовском кладбище (сектор 5/1, ряд 15, уч. 27).

## Творчество
Дебютировал в 1957 году (журнал «Маладосць», рассказ «Дома»).
В первом сборнике рассказов «Блакітны вецер» (1962) проявил себя тонким психологом, знатоком быта деревни и города. В сборнике «Сена на асфальце» (1966) раскрыл психологическое и эстетическое применение недавнего крестьянина в городскую стихию, возможности гармоничного сочетания в человеке эмоционального и интеллектуального начал. В повести «Адзін лапаць, адзін чунь» (1970) показал формирование характера ребёнка (Ивану было около семи лет) в тяжёлые послевоенные годы. Позже были изданы книги прозы «Падарожжа за горад» (рассказы, повесть, 1986), книги избранных произведений «На ўспамін аб радасці» (1974), «Выбранае» (проза, поэзия, эссе, 1987).
Красочность, тонкий психологизм и лирическое размышление в сборниках стихов «Ядлоўцавы куст» (1973), «Цень ад вясла» (1979), «Яшчэ і заўтра» (1983), «Мой свеце ясны» (1986). В стихах-исповедях, философских миниатюрах, зарисовках и иронических стихах-экспромтах проявляется душевная чистота и верность человеческому призванию.
В сборнике литературно-критических статей «Жыццё ў слове» (1965) возвышенно и рассудительно анализировал мастерство Ф. Богушевича, Я. Купалы, Я. Коласа, М. Богдановича, Т. Гартного, К. Чорного, А. Русецкого и других. Автор книг «У полі зроку» (1976), «Пячатка майстра» (1986) о творчестве Я. Коласа, З. Бядули, М. Горецкого, К. Чорного, В. Дубовка, А. Кулешова, П. Панченко и других, эссе «Загадка Багдановіча» (1968).
Творчеству М. Стрельцова характерно сочетание импрессионистической манеры и интеллектуализма как в поэзии, так в эссеистике и прозе. Литературоведы относят М. Стрельцова к белорусскому литературному течению «детей войны» и к «филологическому поколению».
М. Стрельцов перевёл на белорусский язык роман Ч. Т. Айтматова «Буранный полустанок» (бел. «Буранны паўстанак») (1987), отдельные произведения русских, украинских, итальянских, латиноамериканских поэтов.
Произведения М. Стрельцова переводилась на русский, болгарский, польский, английский языки.

### Сборники прозы
- Сборник рассказов бел. «Блакітны вецер» («Голубой ветер») (1962)
- Сборник рассказов бел. «Сена на асфальце» («Сено на асфальте») (1966)
- Повести бел. «Адзін лапаць, адзін чунь» («Один лапоть, один чунь») (1970)
- Избранное бел. «На ўспамін аб радасці» («На память о радости») (1974)
- Повести и рассказы бел. «Падарожжа за горад» («Путешествие за город») (1986)
- Избранное бел. «Выбранае» («Избранное») (1987)
- Избранное бел. «Ад маладзіка да поўні» («От молодой луны до полнолуния») (2005)

### Поэтические сборники
- Сборник стихотворений бел. «Ядлоўцавы куст» («Куст можжевельника») (1973)
- Сборник стихотворений бел. «Цень ад вясла» («Тень от весла») (1979)
- Сборник стихотворений бел. «Яшчэ і заўтра» («Еще и завтра») (1983)
- Сборник стихотворений бел. «Мой свеце ясны» («Свет мой ясный») (1986)

### Эссеистика
- Книга эссе бел. «Жыццё ў слове» («Жизнь в слове») (1965)
- Книга эссе бел. «Загадка Багдановіча» («Загадка Богдановича») (1968)
- Книга эссе бел. «У полі зроку» («В поле зрения») (1976)
- Книга эссе бел. «Пячатка майстра» («Печать мастера») (1986)

### Издания Михаила Стрельцова в переводе на русский язык
- Стрельцов, М. Л. Что будет сниться : Рассказы / М. Л. Стрельцов; пер. с бел. Э. Корпачева. — Москва : Молодая гвардия, 1968. — 65 000 экз.
- Стрельцов, М. Л. Журавлиное небо / М. Л. Стрельцов; пер. с бел. — Москва : Известия, 1973. — 200 000 экз.
- Стрельцов, М. Л. Двое в лесу : Повесть, рассказы / М. Л. Стрельцов; пер. с бел. Э. Корпачева. — Минск : Мастацкая літаратура, 1978. — 100 000 экз.
- Стрельцов, М. Л. Свет мой ясный : Стихи / М. Л. Стрельцов; пер. с бел. — Москва : Советский писатель, 1987. — 4 800 экз.

## Награды и премии
- Государственная премия БССР имени Янки Купалы (1986) — за книгу стихов «Мой свеце ясны».